# Leone Orsini

Wappen der Familie Orsini

Leone Orsini oder (französisch) Léon des Ursins (* 1512 in Rom; † 11. Mai 1564 in Fréjus) war ein römisch-katholischer Bischof und humanistischer Gelehrter.
Leone stammte aus der römischen Orsini-Familie. Seine Eltern waren Ottavio Orsini, legitimer Sohn des als Witwer zum Kardinal erhobenen Franciotto Orsini aus Monterotondo, und Porzia Orsini, Tochter des Grafen von Pitigliano, sein Namenspatron war Papst Leo X., sein besonderer Förderer sein Großvater Kardinal und Bischof von Fréjus Franciotto Orsini.
Leone studierte in Rom und Padua, wo er sich von 1535 bis 1540 aufhielt. 1525 nominierte Clemens VII. ihn als Bischof von Fréjus und 1531 als Kommendatarabt der Abtei Pomposa, was ihm hohe Einnahmen verschaffte. Als Mäzen förderte er unter anderen den Musiker und Musikverleger Antonio Gardano in Venedig. Er selbst schuf 139 canzone. 1539 wurde er zum Bischof geweiht. 1540 gründete er in Padua die humanistische Accademia degli Infiammati, die sich besonders der Volkssprache widmete. 1546 nahm er kurz am Konzil von Trient teil. 1548 leistete er den Treueeid dem neuen französischen König Heinrich II. und reorganisierte seine Diözese, wo er am 8. September 1551 seine erste Messe zelebrierte.

## Einzelbelege
1. ↑  ORSINI, Leone. In: Dizionario Biografico. Abgerufen am 13. Januar 2023 (italienisch).

| Personendaten    | Personendaten                              |
| ---------------- | ------------------------------------------ |
| NAME             | Orsini, Leone                              |
| ALTERNATIVNAMEN  | Léon des Ursins                            |
| KURZBESCHREIBUNG | italienischer römisch-katholischer Bischof |
| GEBURTSDATUM     | 1512                                       |
| GEBURTSORT       | Rom                                        |
| STERBEDATUM      | 11. Mai 1564                               |
| STERBEORT        | Fréjus                                     |